# نقشارة الورق
نقشارة الورق (الاسم العلمي: Phylloscopus  neglectus) (بالإنجليزية: Plain  Leaf  Warbler)‏ هو طائر ينتمي إلى (فصيلة: Phylloscopidae).